# (5650) Mochihito-o
(5650) Mochihito-o es un asteroide perteneciente al cinturón de asteroides descubierto el 10 de diciembre de 1990 por Akira Natori y el también astrónomo Takeshi Urata desde la Estación Yakiimo, Shimizu-ku, Japón.

## Designación y nombre
Designado provisionalmente como 1990 XK. Fue nombrado Mochihito-o en homenaje al príncipe japonés Mochihito-o fue el tercer hijo del emperador Goshirakawa. Era una fuente de conocimiento, conocido por su poesía y por tocar la flauta japonesa. Con Minamoo Yorimasa, luchó contra Heike sin éxito.

## Características orbitales
Mochihito-o está situado a una distancia media del Sol de 2,616 ua, pudiendo alejarse hasta 2,905 ua y acercarse hasta 2,328 ua. Su excentricidad es 0,110 y la inclinación orbital 12,26 grados. Emplea 1546,23 días en completar una órbita alrededor del Sol.

## Características físicas
La magnitud absoluta de Mochihito-o es 11,9. Tiene 11,395 km de diámetro y su albedo se estima en 0,259. 